# Coleosoma floridanum

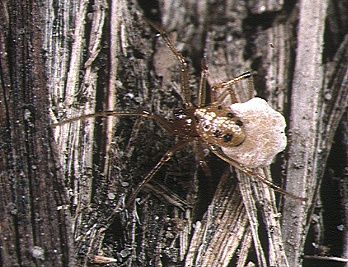
Vrouwtje

Coleosoma floridanum là một loài nhện trong họ Theridiidae.
Loài này thuộc chi Coleosoma. Coleosoma floridanum được Richard C. Banks miêu tả năm 1900.